# マシュー・フェスタ

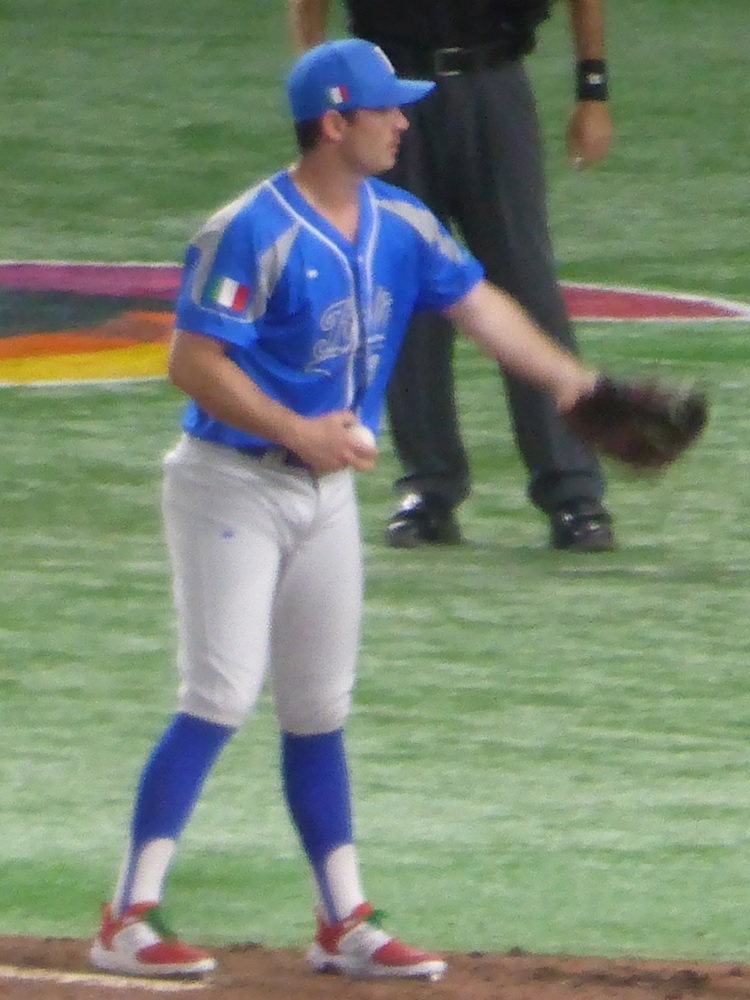
WBCイタリア代表 (2023年3月16日 東京ドーム)

マシュー・ジョゼフ・フェスタ（Matthew Joseph Festa, 1993年3月11日 - ）は、アメリカ合衆国ニューヨーク州ニューヨーク市ブルックリン区出身のプロ野球選手（投手）。右投右打。MLBのクリーブランド・ガーディアンズ所属。
プロ入りから2021年までの登録名はマット・フェスタ（Matt Festa）としていた。

## 経歴

### マリナーズ時代
2016年のMLBドラフト7巡目（全体207位）でシアトル・マリナーズから指名され、プロ入り。契約後、傘下のA-級エバレット・アクアソックスでプロデビュー。14試合（先発8試合）に登板して6勝2敗、防御率3.73、58奪三振を記録した。
2017年はA+級モデスト・ナッツでプレーし、42試合（先発1試合）に登板して4勝2敗6セーブ、防御率3.23、99奪三振を記録した。オフにはアリゾナ・フォールリーグに参加し、ピオリア・ハベリーナズに所属した。
2018年は開幕からAA級アーカンソー・トラベラーズでプレーし、7月14日にメジャー契約を結んでアクティブ・ロースター入りした。同日のコロラド・ロッキーズ戦でメジャーデビュー。この年メジャーでは8試合（先発1試合）に登板して防御率2.16、4奪三振を記録した。
2019年は20試合に登板して0勝2敗、防御率5.64、21奪三振を記録した。
2020年2月3日にDFAとなり、10日にマイナー契約でAAA級タコマ・レイニアーズへ配属された。直後の3月にはトミー・ジョン手術を受けている。この年は同手術、新型コロナウイルスの影響でマイナーリーグの試合が開催されず、メジャーにも昇格しなかったため、公式戦の登板は無かった。
2021年はルーキー級アリゾナ・コンプレックスリーグ・マリナーズ、A+級エバレット、AAA級タコマでプレーし、3球団合計で23試合（先発1試合）に登板して4勝1敗1セーブ、防御率2.49、39奪三振を記録した。
2022年4月7日、メジャー契約を結んで開幕ロースター入りした。3年ぶりのメジャー復帰となったこの年は53試合に登板して2勝0敗2セーブ、防御率4.17、64奪三振を記録した。
2023年はシーズン前に開催のWBCではイタリア代表として出場した。シーズンでは、8試合の登板にとどまり、8月8日にDFA、同日中に自由契約となった。

### メッツ時代
2024年1月26日にサンディエゴ・パドレスとマイナー契約を結んだが、メジャー登板はなく5月16日にFAとなった。
5月19日にニューヨーク・メッツとマイナー契約を結んだ。6月30日にメジャー契約を結んで、アクティブ・ロースター入りした。同日のヒューストン・アストロズ戦に登板するも1イニングに5失点を喫すると、登板1試合のみで7月3日にDFAになり、同月5日にFAとなった。

### レンジャーズ時代
2024年7月8日にテキサス・レンジャーズとマイナー契約を結んだ。8月11日にアクティブ・ロースター入りした。2025年1月6日にクリス・マーティンを獲得したことに伴って、DFAとなった。

### レンジャーズ退団後
2025年1月9日に金銭トレードでシカゴ・カブスに移籍したが、28日にライアン・プレスリーのトレード加入に伴って、この年2度目のDFAとなったが、2月5日にマイナー契約で契約を結び直した。

### ガーディアンズ時代
2025年4月30日に金銭トレードで、クリーブランド・ガーディアンズに移籍した。契約後は、そのままAAA級コロンバス・クリッパーズに配属された。5月2日にアクティブロースター入りした。

## 詳細情報

### 年度別投手成績
| 年 度    | 球 団    | 登 板 | 先 発 | 完 投 | 完 封 | 無 四 球 | 勝 利 | 敗 戦 | セ 丨 ブ | ホ 丨 ル ド | 勝 率 | 打 者 | 投 球 回 | 被 安 打 | 被 本 塁 打 | 与 四 球 | 敬 遠 | 与 死 球 | 奪 三 振 | 暴 投 | ボ 丨 ク | 失 点 | 自 責 点 | 防 御 率 | W H I P |
| -------- | -------- | ----- | ----- | ----- | ----- | -------- | ----- | ----- | -------- | ----------- | ----- | ----- | -------- | -------- | ----------- | -------- | ----- | -------- | -------- | ----- | -------- | ----- | -------- | -------- | ------- |
| 2018     | SEA      | 8     | 1     | 0     | 0     | 0        | 0     | 0     | 0        | 1           | ----  | 40    | 8.1      | 13       | 0           | 2        | 0     | 1        | 4        | 2     | 0        | 2     | 2        | 2.16     | 1.80    |
| 2019     | SEA      | 20    | 0     | 0     | 0     | 0        | 0     | 2     | 0        | 3           | .000  | 101   | 22.1     | 20       | 5           | 12       | 1     | 2        | 21       | 1     | 0        | 15    | 14       | 5.64     | 1.43    |
| 2022     | SEA      | 53    | 0     | 0     | 0     | 0        | 2     | 0     | 2        | 6           | 1.000 | 219   | 54.0     | 43       | 10          | 18       | 0     | 2        | 64       | 1     | 0        | 26    | 25       | 4.17     | 1.13    |
| 2023     | SEA      | 8     | 0     | 0     | 0     | 0        | 0     | 0     | 0        | 1           | ----  | 43    | 9.0      | 4        | 1           | 12       | 0     | 0        | 13       | 1     | 0        | 4     | 4        | 4.00     | 1.78    |
| 2024     | NYM      | 1     | 0     | 0     | 0     | 0        | 0     | 1     | 0        | 0           | .000  | 8     | 1.0      | 4        | 0           | 1        | 1     | 0        | 1        | 0     | 0        | 5     | 4        | 36.00    | 5.00    |
| 2024     | TEX      | 18    | 0     | 0     | 0     | 0        | 6     | 0     | 0        | 0           | 1.000 | 92    | 22.2     | 17       | 2           | 7        | 0     | 1        | 23       | 0     | 0        | 13    | 11       | 4.37     | 1.06    |
| '24計    | TEX      | 19    | 0     | 0     | 0     | 0        | 6     | 1     | 0        | 0           | .857  | 100   | 23.2     | 21       | 2           | 8        | 1     | 1        | 24       | 0     | 0        | 18    | 15       | 5.70     | 1.23    |
| MLB：5年 | MLB：5年 | 108   | 1     | 0     | 0     | 0        | 8     | 3     | 2        | 11          | .727  | 503   | 117.1    | 101      | 18          | 52       | 2     | 6        | 126      | 5     | 0        | 65    | 60       | 4.60     | 1.30    |

- 2024年度シーズン終了時

### ポストシーズン投手成績
| 年 度     | 球 団     | シ リ ｜ ズ | 登 板 | 先 発 | 勝 利 | 敗 戦 | セ ｜ ブ | 打 者 | 投 球 回 | 被 安 打 | 被 本 塁 打 | 与 四 球 | 敬 遠 | 与 死 球 | 奪 三 振 | 暴 投 | ボ ｜ ク | 失 点 | 自 責 点 | 防 御 率 |
| --------- | --------- | ----------- | ----- | ----- | ----- | ----- | -------- | ----- | -------- | -------- | ----------- | -------- | ----- | -------- | -------- | ----- | -------- | ----- | -------- | -------- |
| 2022      | SEA       | ALWC        | 1     | 0     | 0     | 0     | 0        | 5     | 1.1      | 1        | 0           | 0        | 0     | 0        | 0        | 0     | 0        | 1     | 1        | 6.75     |
| 2022      | SEA       | ALDS        | 1     | 0     | 0     | 0     | 0        | 6     | 2.0      | 0        | 0           | 0        | 0     | 0        | 2        | 0     | 0        | 0     | 0        | 0.00     |
| 出場：1回 | 出場：1回 | 出場：1回   | 2     | 0     | 0     | 0     | 0        | 11    | 3.1      | 1        | 0           | 0        | 0     | 0        | 2        | 0     | 0        | 1     | 1        | 2.70     |

- 2024年度シーズン終了時

### WBCでの投手成績
| 年 度 | 代 表    | 登 板 | 先 発 | 勝 利 | 敗 戦 | セ ｜ ブ | 打 者 | 投 球 回 | 被 安 打 | 被 本 塁 打 | 与 四 球 | 敬 遠 | 与 死 球 | 奪 三 振 | 暴 投 | ボ ｜ ク | 失 点 | 自 責 点 | 防 御 率 |
| ----- | -------- | ----- | ----- | ----- | ----- | -------- | ----- | -------- | -------- | ----------- | -------- | ----- | -------- | -------- | ----- | -------- | ----- | -------- | -------- |
| 2023  | イタリア | 3     | 0     | 1     | 0     | 0        | 16    | 4.0      | 4        | 0           | 0        | 0     | 0        | 5        | 0     | 0        | 1     | 1        | 2.25     |

### 背番号
- 67（2018年 - 2019年、2022年 - 2023年）
- 73（2024年6月30日）
- 63（2024年8月11日 - 同年終了）
- 52（2025年 - ）

### 代表歴
- 2023 ワールド・ベースボール・クラシック・イタリア代表